# Sulislav
Sulislav (Duits: Solislau) is een Tsjechische gemeente in de regio Pilsen, en maakt deel uit van het district Tachov. Sulislav telt 203 inwoners (2006). Het dorp ligt zes kilometer ten oosten van het stadje Stříbro op een hoogte van 458 meter. Door de gemeente loopt spoorlijn 170, die van Pilsen naar Cheb loopt. Aan deze lijn ligt binnen de gemeente het station Sulislav.
De eerste vermelding van het dorp stamt uit het jaar 1193. Op 1 juli 1980 werd Sulislav onderdeel van de gemeente Stříbro, sinds 24 november 1990 is het weer een zelfstandige gemeente.
Benešovice ·
Bezdružice ·
Bor ·
Brod nad Tichou ·
Broumov ·
Cebiv ·
Ctiboř ·
Částkov ·
Černošín ·
Dlouhý Újezd ·
Erpužice ·
Halže ·
Horní Kozolupy ·
Hošťka ·
Chodová Planá ·
Chodský Újezd ·
Kladruby ·
Kočov ·
Kokašice ·
Konstantinovy Lázně ·
Kostelec ·
Kšice ·
Lesná ·
Lestkov ·
Lom u Tachova ·
Milíře ·
Obora ·
Olbramov ·
Ošelín ·
Planá ·
Prostiboř ·
Přimda ·
Rozvadov ·
Skapce ·
Staré Sedliště ·
Staré Sedlo ·
Stráž ·
Stříbro ·
Studánka ·
Sulislav ·
Svojšín ·
Sytno ·
Tachov ·
Tisová ·
Trpísty ·
Třemešné ·
Únehle ·
Vranov ·
Zadní Chodov ·
Záchlumí ·
Zhoř